# Права человека в Индии
Права человека в Индии — проблема, осложнённая большими размерами и населением страны, а также разнообразием её культуры. Конституция Индии закрепляет основные права, в том числе свободу вероисповедания. Кроме того, она предусматривает свободу слова, разделение исполнительной и судебной власти и свободу передвижения по стране и за её пределами. В Индии существует независимая судебная система, а также органы, занимающиеся вопросами прав человека.
В докладе Human Rights Watch за 2016 год признаются вышеупомянутые возможности, но при этом отмечается, что в Индии есть «серьёзные проблемы с правами человека. Группы гражданского общества подвергаются преследованиям, а критики правительства — запугиваниям и судебным искам. Свобода слова подвергается нападкам как со стороны государства, так и со стороны заинтересованных групп. Мусульманские и христианские меньшинства обвиняют власти в том, что они не делают достаточно для защиты их прав. Правительство до сих пор не отменило законы, по которым государственные чиновники и силы безопасности остаются безнаказанными за злоупотребление служебным положением».

## Гражданские права и свободы
В 2021 году в ежегодном рейтинге Freedom in the World по политическим правам и гражданским свободам организация Freedom House отнесла Индию к частично свободным странам, присвоив 67 баллов из 100.
С 2019 года и по состоянию на 2023 год в ежегодных докладах о состоянии демократии в мире шведский институт V-Dem классифицирует Индию как электоральную автократию из-за «ограничений на многочисленные аспекты демократии», такие как группы гражданского общества и свобода слова. До 2018 года Индия классифицировалась как электоральная демократия.